# Benoît De Cauwer
Pour les articles homonymes, voir De Cauwer.
Benoît De Cauwer, né à Beveren (Flandre orientale) le 21 octobre 1785 et mort à Gand le 31 juillet 1820, est un peintre de paysages belge. 

## Biographie
Benoît De Cauwer est né à Beveren (en Flandre orientale) en 1785. Il est le fils de Jean François De Cauwer et de Barbe Bobbaert. Il commence sa formation à l'Académie Royale des Beaux-Arts de Gand et il y reçoit des leçons de son frère aîné Joseph De Cauwer. Son autre frère aîné, Pierre Romuald De Cauwer, est également peintre de paysages. Benoît De Cauwer, devenu professeur de dessin à l'Académie de Gand, expose en 1820 au salon de Lille.
Benoît De Cauwer se marie à deux reprises, en premières noces avec Colette de Meyere avec laquelle il a notamment un fils, Pierre Charles De Cauwer, né en 1803, peintre à Bruxelles en 1840. Après son veuvage, Benoît De Cauwer épouse en secondes noces avec Jeanne Sophie Lefébure. Le 31 juillet 1820, il meurt, à 34 ans en son domicile, rue Sainte-Marguerite à Gand.